# Martin Černík
Martin Černík (* 25. srpna 1976 Hořice) je bývalý český snowboardista. V 90. letech 20. století se stal prvním českým snowboardistou, který začal jezdit na vrcholných světových závodech.

## Dětství
Pochází z Hradce Králové, kde v dětství začal se skateboardingem. Přes něj se v roce 1991 teprve dostal ke snowboardingu.

## Závodní kariéra
Soutěžil v disciplínách U-rampa, Big Air a Slopestyle. Byl členem mezinárodních týmů Red Bull, Quiksilver, LIB Technologies, Bent Metal, Level a DC. Dvakrát vyhrál titul mistra republiky, v roce 2001 byl druhý v U-rampě na mistrovství světa organizace ISF. Je vítězem řady závodů zejména v disciplíně Big Air. V závodech Světového poháru se umístil nejvýše na sedmém místě v roce 2007.

## Další snowboardové aktivity
Pro mladou generaci českých snowboardistů je vzorem a inspirací. Jako producent natočil DVD Snowboardové školy. Na Zimní olympijské hry v roce 2010 se jako závodník sice nekvalifikoval, působil ale v roli trenéra, zejména Šárky Pančochové. Je organizátorem již tradiční akce Snowjam konané v posledních letech každoročně ve Špindlerově Mlýně, v rámci níž se představují vrcholní světoví jezdci. Je také nadšencem heliboardingu, při kterém sjíždí pro filmové kamery strmé štíty hor na Aljašce, Novém Zélandu nebo v Chile.

## Výsledky
- FIS Mistrovství světa Big Air, La Molina 2011, Španělsko – 21. místo
- World Helli Challenge 2009, Nový Zéland – 3. místo
- TTR 3Star Quiksilver Snowjam 2009, Česko – 2. místo
- FIS Mistrovství světa U-rampa, Gangwon 2009, Korea – 30. místo
- FIS Mistrovství světa Big Air, Gangwon 2009, Korea – 19. místo
- TTR 3Star Quiksilver Snowjam 2008, Česko – 3. místo
- FIS Světový pohár v Big Air 2007, Itálie – 7. místo
- FIS Světový pohár v U-rampě, Bardonecchia 2007, Itálie – 8. místo
- FIS Mistrovství světa U-rampa, Arosa 2007, Švýcarsko – 21. místo
- FIS Mistrovství světa Big Air, Arosa 2007, Švýcarsko – 13. místo
- FIS Světový pohár v U-rampě, Leysin 2006, Švýcarsko – 8. místo
- X-Box Big Air 2006 – 2. místo
- Zimní olympijské hry Turín 2006, U-rampa Itálie – 33. místo
- King of Park 2006, Itálie – 3. místo
- Quiksilver Slopestyle 2005, Česko – 2. místo
- FIS Mistrovství světa, Big Air Whistler 2005, Kanada – 12. místo
- FIS Mistrovství světa, U-rampa Whistler 2005, Kanada – 29. místo
- Big Air Donovaly 2004, Slovensko – 2. místo
- Jasná Výzva 2004, Slovensko – 1. místo
- ACG Big Air Zakopane 2004, Polsko – 2. místo
- Fabulous Tounament 2004, Francie – 1. místo
- Nokia Totally Board Sevilla 2003, Španělsko – 5. místo
- Red Bull Big Air Are 2003, Švédsko – 2. místo
- Quiksilver Slopestyle 2003, Francie – 2. místo
- Nokia Totally Board Big Air Amsterdam, 2003, Nizozemsko – 1. místo
- Planet X-games Slopestyle 2003, Rakousko – 2. místo
- Planet X-games v Halfpipe a Big Air, Rakousko – 3. místa
- Red Bull Air Raid, Big Air 2003, Rakousko – 1. místo
- Bomb Comp Villars 2002, Švýcarsko – 1. místo
- Red Bull Big Air, 2002, Švédsko – 2. místo
- Free Air 2002, Turín, Itálie – 1. místo
- Lords of the Boards 2002, Rakousko – 2. místo
- Lords of the Boards 2001 Evropský pohár, Rakousko – 2. místo
- ISF Mistrovství světa v U-rampě 2001 – 2. místo
- Livigno Jam 2001 ve Slopestyle – 3. místo
- Vans Triple Crown Snow Summit 2001, Big Air USA – 7. místo
- X-games Perisher ve Slopestyle, 2000,Rakousko – 1. místo
- X-games Perisher v Big Air a U-rampa 2000, Rakousko – 3. místo
- ISF CO U-rampa Thredbo 2000, Austrálie (Halfpipe) – 1. místo
- ISF Big Air Thredbo 2000, Austrálie – 2. místo
- Chrischurch Big Air 2000, Nový Zéland – 3. místo
- Quik Cup Expression session Les Arc ve Slopestyle 2000 – 1. místo
- WEST – Big Air 2000 Špindlerův Mlýn – 1. místo
- ISF WSE Grindelwald - Halfpipe 1999, Švýcarsko – 3. místo
- Board-X London v Big Air, 1999 Velká Británie – 4. místo
- FIS Světový pohár v U-rampě, Innichen 1998, Itálie – 12. místo
- FIS Světový pohár v U-rampě, St. Moritz 1998, Švýcarsko – 15. místo